# Antoine Delzons
Pour les articles homonymes, voir Delzons.
Antoine Delzons, né le 22 janvier 1743 à Aurillac, mort le 15 janvier 1816 dans la même ville, est un magistrat et un homme politique français.

## Biographie
Il est le fils d'Antoine Delzons (1698-1763), marchand, et de Marie Laparra (1707-1792), fille de Jean Laparra (1659-1740) marchand en Bigorre. Il est procureur (l'équivalent actuel d'avocat) au Présidial d'Aurillac. Il adhère à la Franc-maçonnerie à Aurillac.
Il se marie en 1769 avec Marianne-Crespine Hébrard, sœur du révolutionnaire Pierre Hébrard (1750-1802), qui lui donna onze enfants, dont :
- Pierre Delzons (1770-1843), chef de bureau au Ministère des finances;
- Charles Delzons (1774-1844), contrôleur des impôts à Mauriac;
- Alexis Joseph Delzons (1775-1812), général de l'Empire;
- Jean-Baptiste dit Benoît Delzons (1787-1812), officier dans la Grande Armée, tué juste après son frère à la  Bataille de Maloyaroslavets.

Pendant la Révolution française, en 1790, il est nommé juge au tribunal du district d'Aurillac avec Pierre Hébrard.
Il est élu député du Cantal au Conseil des Anciens le 22 germinal an V. Rallié au coup d'état du 18 brumaire, il siège au Corps législatif comme député du Cantal de 1800 à 1806 et de 1813 à 1815. 
Il est chevalier de l'Empire et de la Légion d'honneur.

## Sources
- « Antoine Delzons », dans Adolphe Robert et Gaston Cougny, Dictionnaire des parlementaires français, Edgar Bourloton, 1889-1891 [détail de l’édition]
- Louis de Ribier, Les anoblis de l'Empire, Revue de la Haute-Auvergne.